# El Barbado (Stele)

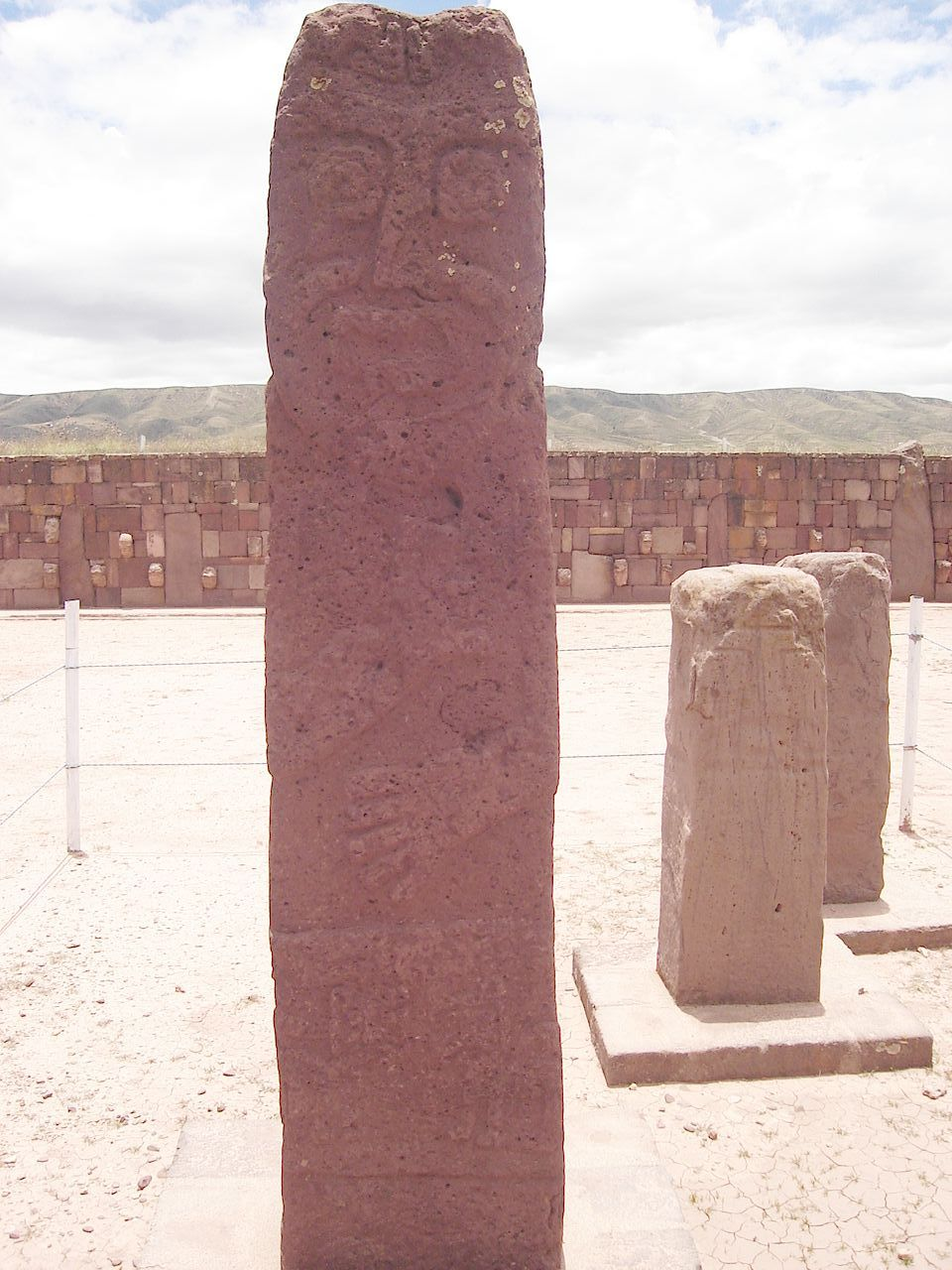
„El Barbado“

Die El Barbado-Stele (deutsch „der Bärtige“, auch Stele Nr. 15 genannt) ist eine vorkolumbische Yaya-Mama-Stele im Pukara-Stil. Sie befindet sich im halbunterirdischen Tempel von Tiwanaku in Bolivien.

## Basisdaten
Entgegen einiger Behauptungen sind die Ornamente um den Mund nicht als Bart zu deuten. Die Historikerin Astrid Windus gibt an, dass es sich bei der „El Barbado“-Stele um eine anthropomorphe Figur mit „Mundmaske“ handelt. Zudem zeigt die Stele die für Yaya-Mama-Stelen typische Geste der „über der Brust gekreuzten Arme“.
Bei der „El Barbado“-Stele handelt sich um eine Sandstein-Stele des späten Formativums. Andere Stelen des späten Formativums sind die „El Dezcabezado“-Stele und die Stele names „Ídolo Plano“. Neben zwei Figuren, die heute die Kolonialkirche von Tiwanaku flankieren, und der Arapa-Blitz-Stele handelt es sich um eines der bekanntesten Pukara-Relikte, die in Tiwanaku gefunden wurden.
Die Stele wurde im Jahr 1932 vom US-amerikanischen Archäologen Wendell Clark Bennett (1905–1953) im Zentrum des halbunterirdischen Tempels von Tiwanaku als eine der subsidiären Stelen des Bennett-Monolithen ausgegraben. Wie andere Stelen aus dieser Zeit zeigt sie eine nach vorne gerichtete Figur, bei der ein Arm über dem anderen positioniert ist.